# Bisetocreagris japonica
Bisetocreagris japonica är en spindeldjursart som först beskrevs av Edvard Ellingsen 1907.  Bisetocreagris japonica ingår i släktet Bisetocreagris och familjen helplåtklokrypare. Inga underarter finns listade.